# Mokhtārān
Mokhtārān (persiska: مختاران, Mukhtārān, Moxtārān) är en ort i Iran.   Den ligger i provinsen Khorasan, i den östra delen av landet, 800 km öster om huvudstaden Teheran. Mokhtārān ligger 1 499 meter över havet och antalet invånare är 804.
Terrängen runt Mokhtārān är huvudsakligen platt, men österut är den kuperad.Runt Mokhtārān är det glesbefolkat, med 11 invånare per kvadratkilometer. Mokhtārān är det största samhället i trakten. Trakten runt Mokhtārān är ofruktbar med lite eller ingen växtlighet.